# Baurech
Baurech is een gemeente in het Franse departement Gironde (regio Nouvelle-Aquitaine) en telt 695 inwoners (1999). De plaats maakt deel uit van het arrondissement Bordeaux.

## Geografie
De oppervlakte van Baurech bedraagt 7,7 km², de bevolkingsdichtheid is 90,3 inwoners per km².
De onderstaande kaart toont de ligging van Baurech met de belangrijkste infrastructuur en aangrenzende gemeenten.

## Demografie
Onderstaande figuur toont het verloop van het inwonertal (bron: INSEE-tellingen).